# Chowlihiriyur, Kadur
Chowlihiriyur là một làng thuộc tehsil Kadur, huyện Chikmagalur, bang Karnataka, Ấn Độ.